# La Haye (Sena Marítimo)
La Haye é uma comuna francesa na região administrativa da Normandia, no departamento de Sena Marítimo. Estende-se por uma área de 6,81 km². Em 2010 a comuna tinha 380 habitantes (densidade: 55,8 hab./km²).